# Ira Gitler
Ira Gitler (Brooklyn, Nueva York, 18 de diciembre de 1928-Nueva York, 23 de febrero de 2019) fue un historiador y periodista norteamericano, especializado en jazz, además de productor musical. Su obra más conocida es la Enciclopedia del Jazz (The Biographical Encyclopedia of Jazz) escrita junto con Leonard Feather. Fue autor, además, de centenares de textos (linernotes) incluidos en ediciones discográficas, desde el comienzo de los años 1950, así como autor de una docena de libros sobre jazz y hockey sobre hielo, sus dos pasiones.

## Trabajos como productor dejazz
Gitler creció escuchando a las bandas de swing, a finales de los años 1930 y comienzo de la década de 1940, antes de descubrir la nueva música de Charlie Parker y Dizzy Gillespie. A comienzo de los años 1950, trabajó como productor para un gran número de sesiones de grabación del sello Prestige Records. Se le atribuye la acuñación del término sábanas de sonido para describir la forma de tocar de John Coltrane.

## Trabajos como editor
Gitler fue el editor en Nueva York de la revista Down Beat, durante los años 1960, y colaboró con artículos en Metronome Magazine, JazzTimes, Jazz Improv, Modern Drummer, el New York Times, el San Francisco Chronicle, el Village Voice, Vibe, Playboy, World Monitor, y New York Magazine. Fuera de Estados Unidos colaboró también con revistas como Swing Journal (Japón), Musica Jazz (Italia) y Jazz Magazine (Francia). Ganó el Premio Guggenheim Fellowship en 1974.
Ganó también los premios Lifetime Achievement Awards, otorgado por la New Jersey Jazz Society (en 2001) y el premio de la Jazz Journalists Association (en 2002). Su pasión paralela por el hockey sobre hielo, le llevó también a escribir varios libros sobre el tema, así como artículos en las revistas oficiales de los New York Rangers y la National Hockey League.

## Publicaciones
- Jazz Masters of the Forties; New York: Macmillan, 1966.
- Make the Team in Ice Hockey; New York: Macmillan, 1968.
- Hockey! The Story of the World's Fastest Sport, con Richard Beddoes y Stan Fischler; New York: Macmillan, 1969.
- Blood on the Ice: Hockey's Most Violent Moments; Chicago: H. Regnery Co., 1974.
- The Encyclopedia of Jazz in the Seventies, con Leonard Feather; New York: Horizon Press, 1976. ISBN 0-8180-1215-3.
- Ice Hockey A to Z; New York: Lothrop, Lee & Shepard, 1978. ISBN 0-688-41842-2.
- Swing to Bop: An Oral History of the Transition in Jazz in the 1940s; New York: Oxford University Press, 1985. ISBN 0-19-503664-6.
- The Biographical Encyclopedia of Jazz, con Leonard Feather; New York: Oxford University Press, 1999. ISBN 0-19-507418-1.
- The Masters of Bebop: A Listener's Guide; New York: Da Capo Press, 2001. ISBN 0-306-81009-3.